# Onthophagus penedwardsae
Onthophagus penedwardsae es una especie de insecto del género Onthophagus, familia Scarabaeidae, orden Coleoptera.

Fue descrita científicamente por Monteith & Storey en 2013.